# Tổng dung tích
Tổng dung tích hay dung tích toàn phần (tiếng Anh: Gross Tonnage, viết tắt GT) là thước đo phi tuyến tính của thể tích tổng thể bên trong của tàu. Khái niệm “tấn đăng ký” trước đây đã được thay thế bằng “tổng dung tích” khi Tổ chức Hàng hải Quốc tế (IMO) thông qua Công ước quốc tế về đo dung tích tàu biển vào ngày 23 tháng 6 năm 1969 (Công ước TONNAGE 69). Không nên nhầm lẫn tổng dung tích hay tấn đăng ký (gross register tonnage) với các số đo khối lượng hoặc trọng lượng như trọng tải toàn phần hoặc chuyển vị.
Theo Điều 7 của Công ước TONNAGE 69 và có hiệu lực từ 1982, dung tích toàn phần áp dụng cho các tàu biển có chiều dài bằng hoặc hơn 24 m thay thế cho tấn đăng ký (gross register tonnage) trước kia và bao gồm toàn bộ không gian khép kín của tàu, được đo theo một công thức quy định:
- Dung tích toàn bộ các hầm chứa hàng hoặc buồng chứa hành khách nếu có.
- Dung tích buồng máy
- Dung tích toàn bộ các kho chứa nhiên liệu, nước ngọt và thực phẩm.
- Dung tích buồng ăn, buồng ngủ câu lạc bộ thuyền viên.
- Dung tích buồng hải đồ và điện báo thông tin, nhưng không bao gồm dung tích buồng lái, buồng vệ sinh và lối đi lại, dung tích đáy đôi.

Đơn vị đo dung tích tàu là MT (1 MT = 1 m³) (đơn vị đo dung tích đăng ký cũ: 1RT = 100 feet khối)

## Tính toán
Việc tính toán dung tích toàn phần được xác định trong Quy định 3 của Phụ lục 1 của Công ước quốc tế về đo lường trọng tải của tàu, 1969.
Dung tích toàn phần của tàu được xác định theo công thức sau:
{\displaystyle GT=V\times K\,} (1)
Trong đó: 
- V = tổng thể tích các không gian kín của tàu, tính bằng mét khối (m³)
- K1 = 0,2 + 0,02 • Log10 (V) (hoặc lấy theo bảng ở phụ lục chương 2 trong Tonnage 69)

Từ công thức (1), ta thấy hệ số K1 không có đơn vị nhưng V được tính bằng m3 nên thứ nguyên của GT cũng là m³ (tấn) nhưng hệ số K trong bảng tra trong Tonnage 69 có đơn vị là 1/m³ nên khi nhân vào triệt tiêu luôn, suy ra GRT hay GT không có thứ nguyên có thể giải thích là nó là 1 hàm số để tính dung tích tất cả không gian khép kín của tàu, và dựa vào công thức để chứng minh là được.
GRT và NRT: Dung tích đăng ký toàn phần và Dung tích đăng ký tịnh (ròng) của tàu, mà một số người vẫn quen gọi không chính xác là trọng tải đăng ký.
Đơn vị đo trọng tải là KG (kilogam lực) và "tấn trọng lượng" (có 3 loại: MT, LT và ST) trọng tải toàn phần (DWT) và chuyển vị (displacement) của tàu đo bằng đơn vị này, còn GRT và NRT đơn vị đo của nó là tonnage và 1 tonnage = 2.83m³. Vì thế mà trong đặc điểm của tàu, giá trị của nó bao giờ cũng nhỏ hơn chuyển vị và trọng tải toàn phần.